# Papilio glaucus
Papilio glaucus е вид насекомо от семейство Лястовичи опашки (Papilionidae).

## Разпространение
Това е една от най-разпространените пеперуди в източните щати на САЩ, където е често срещана в много различни местообитания. Също така е открита в Олудениз, Турция.